# Plaza de Castilla metróállomás
Plaza de Castilla metróállomás Spanyolország fővárosában, Madridban a madridi metró 9-es vonalán.

## Metróvonalak
Az állomást az alábbi metróvonalak érintik:
- 1-es metróvonal
- 9-es metróvonal
- 10-es metróvonal
- 8-as metróvonal

## Kapcsolódó állomások
A metróállomáshoz az alábbi állomások vannak a legközelebb:
- Chamartín (Pinar de Chamartín, 1-es metróvonal)
- Valdeacederas (Valdecarros, 1-es metróvonal)
- Duque de Pastrana (Arganda del Rey, 9-es metróvonal)
- Ventilla (Paco de Lucía, 9-es metróvonal)
- Cuzco (Puerta del Sur, 10-es metróvonal)
- Chamartín (Hospital Infanta Sofía, 10-es metróvonal)